# جيمس ماريون ويست سينيور
جيمس ماريون ويست سينيور (بالإنجليزية: James Marion West, Sr.)‏ هو شخصية أعمال أمريكي، ولد في 2 مايو 1871 في واينيسبورو في الولايات المتحدة، وتوفي في 24 أغسطس 1941.